# مالكوم والاس
مالكوم والاس (بالإنجليزية: Malcolm "Mac" Wallace)‏ هو اقتصادي أمريكي، ولد في 15 نوفمبر 1921 في ماونت بليزانت في الولايات المتحدة، وتوفي في 7 يناير 1971 في بيتسبورغ في الولايات المتحدة.